# 滬尾礮臺
25°10′44″N 121°25′46″E / 25.1790170993222°N 121.429567960167°E
滬尾礮臺，是一座位於台灣新北市淡水區的清代軍事遺址，同時也是淡水現存最完整和最大規模的古砲臺，建造於1886年，佔地約8公頃。該砲台為台灣第一位巡撫劉銘傳所主導建造，其建造目的是為了防衛淡水港。
因長期屬軍事要塞，該設施大致完整，門額上仍留存劉銘傳親筆題之「北門鎖鑰」石碑，也保留了砲台旁兩道城牆及砲陣地數座；但砲台使用主炮均已遭日本人拆離，現已佚失。目前為中華民國文化部所管轄的國定古蹟。全園區由新北市立淡水古蹟博物館負責營運。

## 沿革

### 背景
淡水區輪廓呈現菱形，地勢整體沿著淡水河由大屯山逐漸降至海濱，因而被視為臺北盆地的重要水路網絡，使沙崙仔地區在軍事防禦上具有極高的戰略價值。1880年代，清廷派遣劉銘傳來臺督辦軍務。其派遣四位提督駐守基隆市，孫開華駐守滬尾。清法戰爭發生後，臺灣道劉璈負責進行布防。光緒十年（1884年）4月，法軍為了獲取煤礦計畫攻占基隆，引發第一次基隆之役，然而臺灣守軍則成功擊退法軍進攻。
同年8月，清軍在淡水河採取將裝滿石塊的木造大船逐一沉於油車口北端，意圖建造人工堤壩阻擋船隻通行。同時在堤壩外側布設水雷、浮標和浮網，以防止法國艦隊進入，使得法軍在沙崙外海受阻。劉銘傳在該月與劉璈、孫開華共同勘察淡水新建的新礮臺，該設施被法軍稱為「FORT NEUF」：「六月十二日，臣同提臣並臺灣道劉璈至滬尾察看礮臺地基。」此外，在《敵陷基隆礮臺我軍復破敵營獲勝摺》提到，這座礮臺的建造由孫開華負責督造：「臣正赴滬尾督令孫開華所部趕造礮臺。」，由於時間過於倉促，該礮臺的工程趕造不及，以致無法發揮威力。
10月，第二次基隆戰役爆發，法軍除攻打基隆外，也派遣部分艦艇進攻滬尾，為了保護滬尾，防止法國軍隊順著淡水河直進臺北，清軍遂調動守軍實行「棄基保滬」的戰略。並對滬尾一帶行設防準備，包括在港區兩側分別由兩座砲台：白砲台和未竣工的新礮臺進行防禦，而新礮臺則連夜趕工安裝好3門大炮；在各營陸軍及台勇分布砲台周圍及各處隘口阻止法軍登陸。戰爭爆發後，滬尾的舊砲臺群幾乎全被法軍摧毀。當時，孫開華曾率領擢勝營及地方勇士，在淡水領導清軍對抗法軍，並在清法戰爭中取得唯一一場勝利。

### 興建
清法戰爭結束後，台灣建省，為因應防禦海上敵艦攻擊，1885年，劉銘傳深知臺灣海防的脆弱性以及其重要性，因此他決定強化臺灣海防建設，並自1886年開始各個海口增建現代化砲臺以提高防禦能力。並聘請德國技師鮑恩士（Lieut. Max E. Hecht）負責監造西式砲臺，並選定在澎湖、基隆、滬尾、安平和旗後等五個海口，建造了總計十座新式砲臺。其中滬尾則擇地另造兩座新砲臺，一座名為「北門鎖鑰」，即今日的滬尾礮臺，另一座則是位於水雷營，名為「保固東瀛」的小型砲台，不過其遺跡已不復存在。這十座新砲臺全數安裝了來自英國的阿姆斯特朗大砲，總計31門。
滬尾礮臺的建造過程經歷一系列階段，先確定礮臺的範圍，再進行築壕溝、兵房和外圍的工程。隨後，在安裝了大砲後，進一步進行大砲相關的子牆和大砲基座的築造。在興建過程中，由於與英商怡和洋行訂購的31門阿姆斯脫朗砲尚未到達，導致了大砲相關子牆和基座的工程進度停滯。此外，在當時所使用的鐵水泥等西洋進口材料的售價相對昂貴，因此在不得已的情況下，可能不得不在一些不直接受敵砲攻擊的子牆和大砲基座的建造過程中進行減料等調整，以因應資源限制。當大砲於1890年5月安裝後，滬尾礮臺的興建工程則得以完工。
在甲午戰爭期間，滬尾礮臺兩座8吋阿姆斯脫朗後膛砲被改換為兩座21公分克虜伯砲，這些砲口都直接面向淡水河的出海口，這樣的安排使得礮臺能夠對出海口進行反制。不過安裝完竣後，滬尾礮臺便未曾實際參與戰事。1895年6月9日，東鄉平八郎率日艦來到滬尾，並向滬尾礮臺發砲十餘發。但此時礮臺守軍已經逃離，當天淡水淪陷。砲臺部分甬道，曾在民眾潛入後不慎引火爆炸，導致結構坍塌。

### 停用及保存
1895年9月，臺灣進入日治時期，臺灣總督府透過〈淡水礮臺概況報告〉對滬尾礮臺進行概況調查，1916年，總督府委派杉山靖憲進行臺灣名勝舊蹟的調查，並編纂了《臺灣名勝舊蹟誌》。滬尾礮臺以「清國舊礮臺址」之名登載其中。
1917年，日軍撤除了滬尾礮臺的四門砲塔，將該地改建為日軍砲兵練習場。1918年，礮臺東側的操兵場被改建為淡水高爾夫球場，
1928年則在北邊建造臺北電信局淡水無線受信所。1931年，臺灣總督府內務局進行的調查，並整理了《史蹟名勝天然紀念物調查資料》將滬尾礮臺稱為「舊礮臺」，此時礮臺的中央建築物狀況堪憂，因缺乏維修而出現建築毀壞問題。為了古蹟保存及觀光需求，淡水青年會投入約50圓的經費，設置長椅並進行除草工作。此外，也有意圖將滬尾礮臺與鄰近的海軍用地以及高爾夫球場連接，形成一個大型的遊樂園區供一般遊覽。太平洋戰爭期間，日軍將滬尾礮臺的巨礮當廢鐵拆除。
國民政府來台後，礮臺改由國軍駐防。1985年，中華民國內政部核定滬尾砲台為二級古蹟，隨後於1991年12月，對該古蹟進行了全面的修復規劃，並在1996年完成了第一階段的修復工程。並開放供民眾參觀。淡水高爾夫球場的第六號與第七號球道後為臺北縣政府回收，開闢成滬尾礮臺公園，其占地有八公頃。
2005年，新北市立淡水古蹟博物館成立，並將滬尾礮臺公園納入管理系統，並結合淡水自然生態，並將其經營成具特色的生態園區。在2007年第二階段修復工程後，再度開放參觀，並提供給藝文團體舉辦相關活動使用。
2016年，滬尾礮臺園區的十三株大樹陸續發現罹患有樹木褐根病，為防止病菌持續蔓延殃及周遭樹木群，農業局因而進行防治工作。2019年，淡水古蹟博物館爭取到文化部同意，將一比一在西北砲座回復一門8吋阿姆斯脫朗後膛砲，經費約330萬元。

#### 名稱
過去為便閱讀辨識，滬尾礮臺其中「礮」字沿用「砲」字多年，2011年底，根據依內政部規定改正，將國定古蹟正確名稱定作滬尾礮臺。恢復古字用法。使服務中心及內部相關簡介都已更名。當前均以文化部文化資產局公告的正式名稱為題。
其中，砲台名稱中的「砲」字源自於「礮」的古字形，而「礮」一詞在《康熙字典》中被歸類在石部。「砲」與「礮」兩個詞在一定程度上具有通用性，均指代武器類型。然而，「砲」的使用更為廣泛，可以用來描述不同種類的火器或射擊裝置。

## 設施

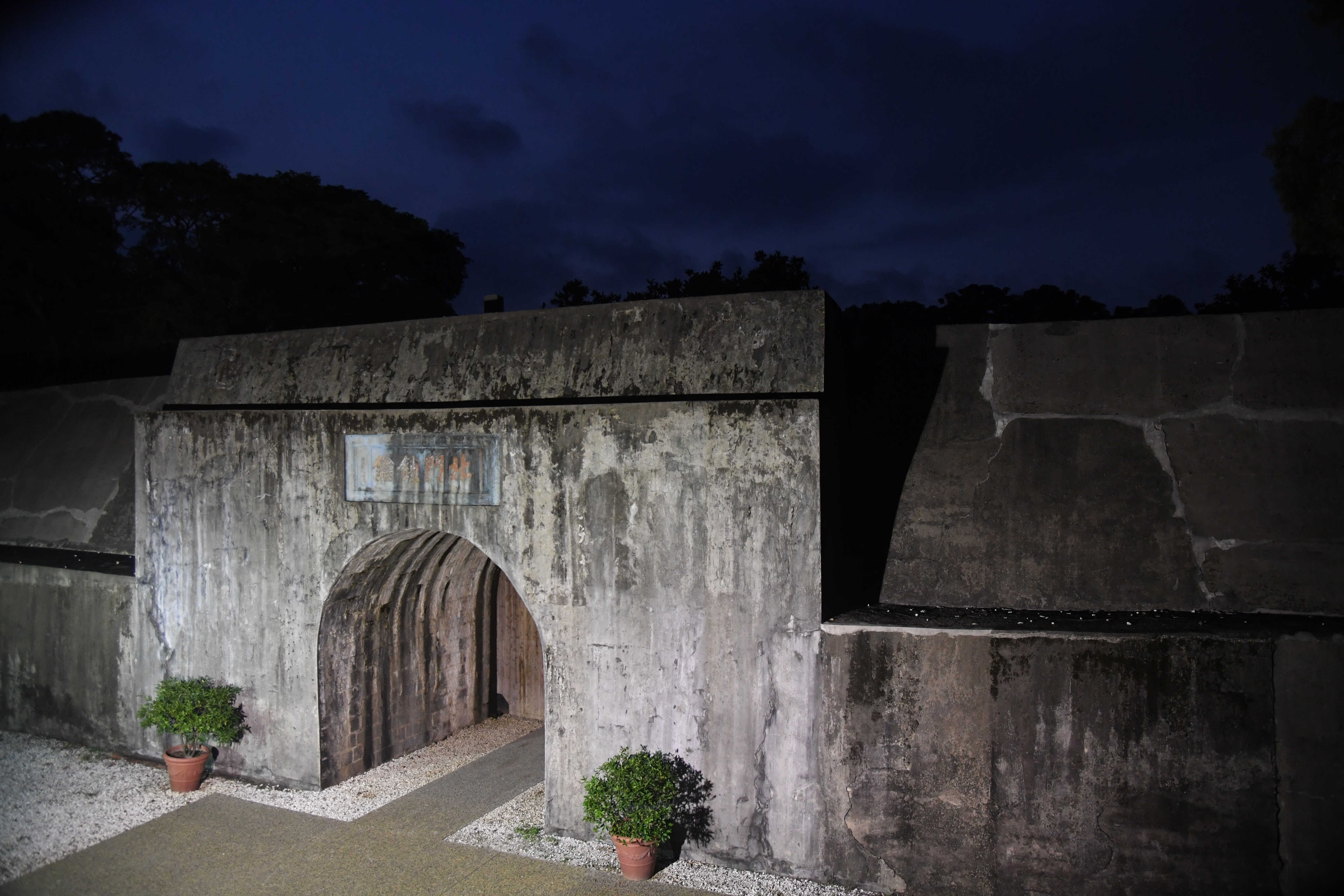
當前的滬尾礮臺營門
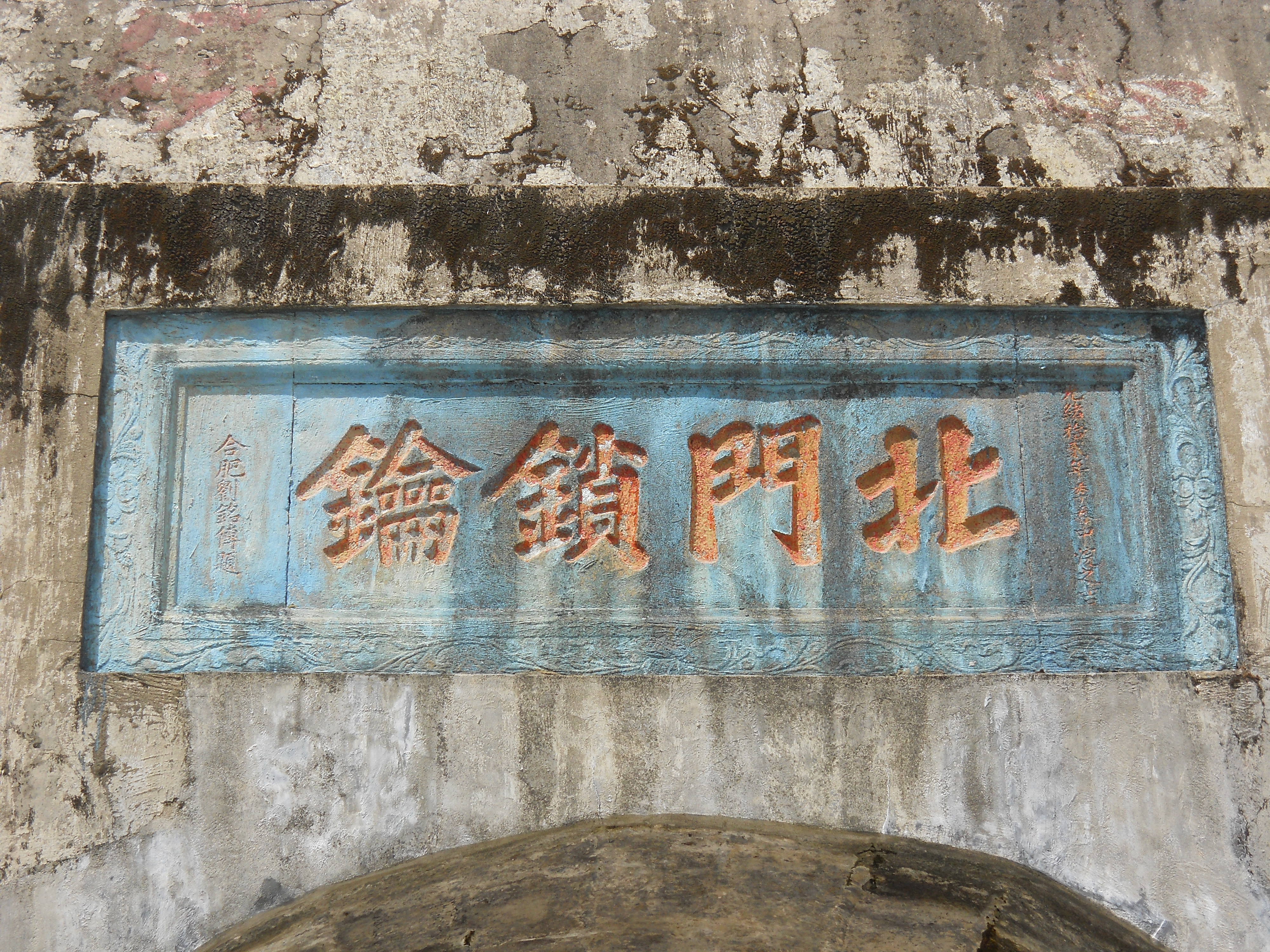
「北門鎖鑰」門額
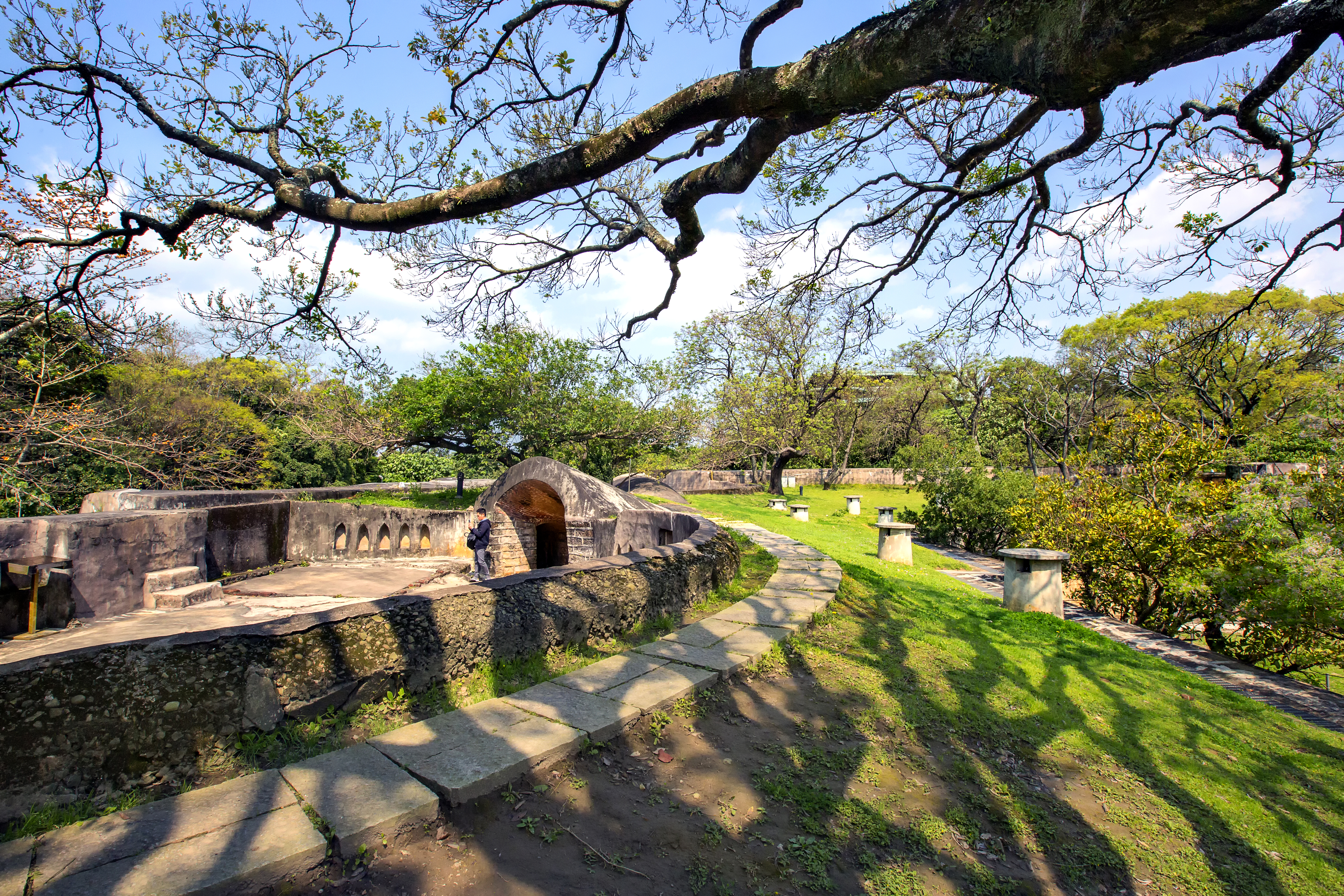
滬尾礮臺礮座
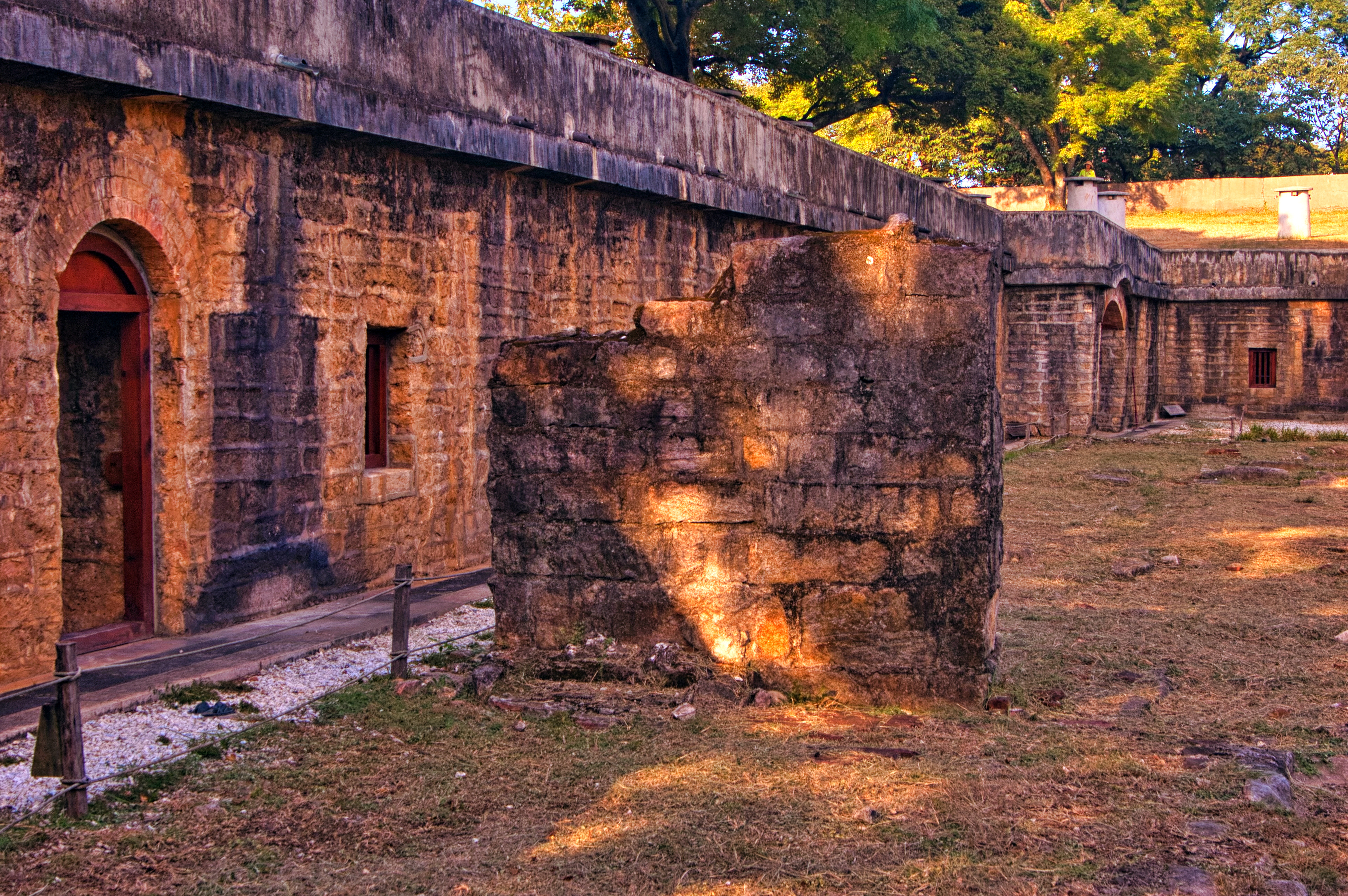
中央兵署的殘骸

滬尾礮臺位於今日淡水區油車里油車口4號，西側為新北市忠烈祠（原淡水神社），東側為淡水高爾夫球場，礮臺本體仍然保持著清代的形制，其位置選擇相對較高的地點，周圍環以土垣，使其地理位置隱秘，不易被外界發現，這使得該礮臺在防禦方面具有極高的效益，該設施平面呈現矩形狀，其結構採用石頭和厚實混凝土構成，礮臺範圍由頂寬約10.97公尺（36呎）的泥土築堤伴隨底寬約9.14公尺（30呎）的壕溝，營房上有圓形木造的掩體，建築本體環繞出天井於礮臺中央，建築本體外圍以泥土築堤，利用隧道口出入，故俯視礮臺呈現「回」字形平面配置。
自外而內依次，礮臺共有城垣、壕溝、營門、子牆、砲座、被覆、甬道和廣場。礮臺的占地面積為26,711平方公尺，最初的設計包括一座12吋阿姆斯脫朗後膛砲、一座10吋砲和兩座8吋砲，共計四門。
根據1888年和1889年英軍對滬尾礮臺建築完工後的初次紀錄，滬尾礮臺起初具有以下特徵 ：
|  | 礮臺由石頭和水泥建成，包含可容納約500人的營房設施，有 底寬30呎的壕溝圍繞，和頂寬36呎的堅固泥土築堤防護。海上看去，反而徹底地遮蔽大礮，只明顯可見圓形木棚的屋頂覆蓋在已經架設好的兩門大礮之上。 |

|  | 淡水礮臺被堅固地建造。與澎湖礮臺類似，它的內部建築採用矩形厚實的混凝土結構，而礮眼部分則突出於6呎厚的護牆頂端。礮臺的主要構造包括大礮平臺、庫房、營房和中央具有防彈屋頂的建築物。周圍則環繞著寬闊的壕溝，並延伸至外護牆（或掩蔽工事）的內側，寬度約60呎，深度約30呎。外護牆則以堅實的泥土構築而成，並在內外斜坡上鋪設草皮以保護表面。兩側的頂端高度相等，幾乎與礮口的高度相同，頂端平面的寬度為45呎。儘管在外觀上並無斜堤或陡坡，但它們的設計使得礮臺本身難以單靠步槍進行防禦。然而，礮臺兩側都配置了掩蔽堤，使得槍火得以縱向射擊。西北偏北面和西南偏西面的掩蔽堤分別向山坡下和河岸延伸，而另一道掩蔽堤則沿著山頂延伸至西北偏北方向，全長約3/4哩。儘管兩道掩蔽堤可能受到了些許損壞，但它們都具備掩蔽通道和斜堤，這有助於保護槍手免受敵方的攻擊。 |

由於其四周受土垣和樹林所掩蓋的特點，礮臺不易被外界發現，從而成為極具防禦優勢的構築。砲臺呈現矩形的形狀，故而稱為「暗礮臺」，其結構自外而內依次包括土垣、壕溝、營門、子牆、砲座、被覆、甬道和廣場，構造層次分明，組織有序。

### 營門
營門為滬尾礮臺的主要入口，於砲臺東南側的拱門，其上刻有「北門鎖鑰」的字樣，橫額上的款「光緒十二年季春中浣之吉」以及「合肥劉銘傳題」。

### 中央兵署
中央兵署是屬於滬尾礮臺的主要指揮所區域，該建築特點則採用硬山式屋頂，並設有前廳、正身以及完整的虎邊護龍結構。目前，中央兵署的遺址僅存下其地坪基礎，其建造所使用的材料包括唭哩岸石條、紅磚以及三合土，其中穿心樓的地面仍保留著堅實的三合土地坪。在遺址的山牆部分，目前仍然保留著一面殘牆，採用了石條的構造，整體區域則作為內埕廣場使用。
國軍駐守時期，曾於廣場設置司令臺、籃球場等近代設施，目前司令台也已被拆除。

### 甬道

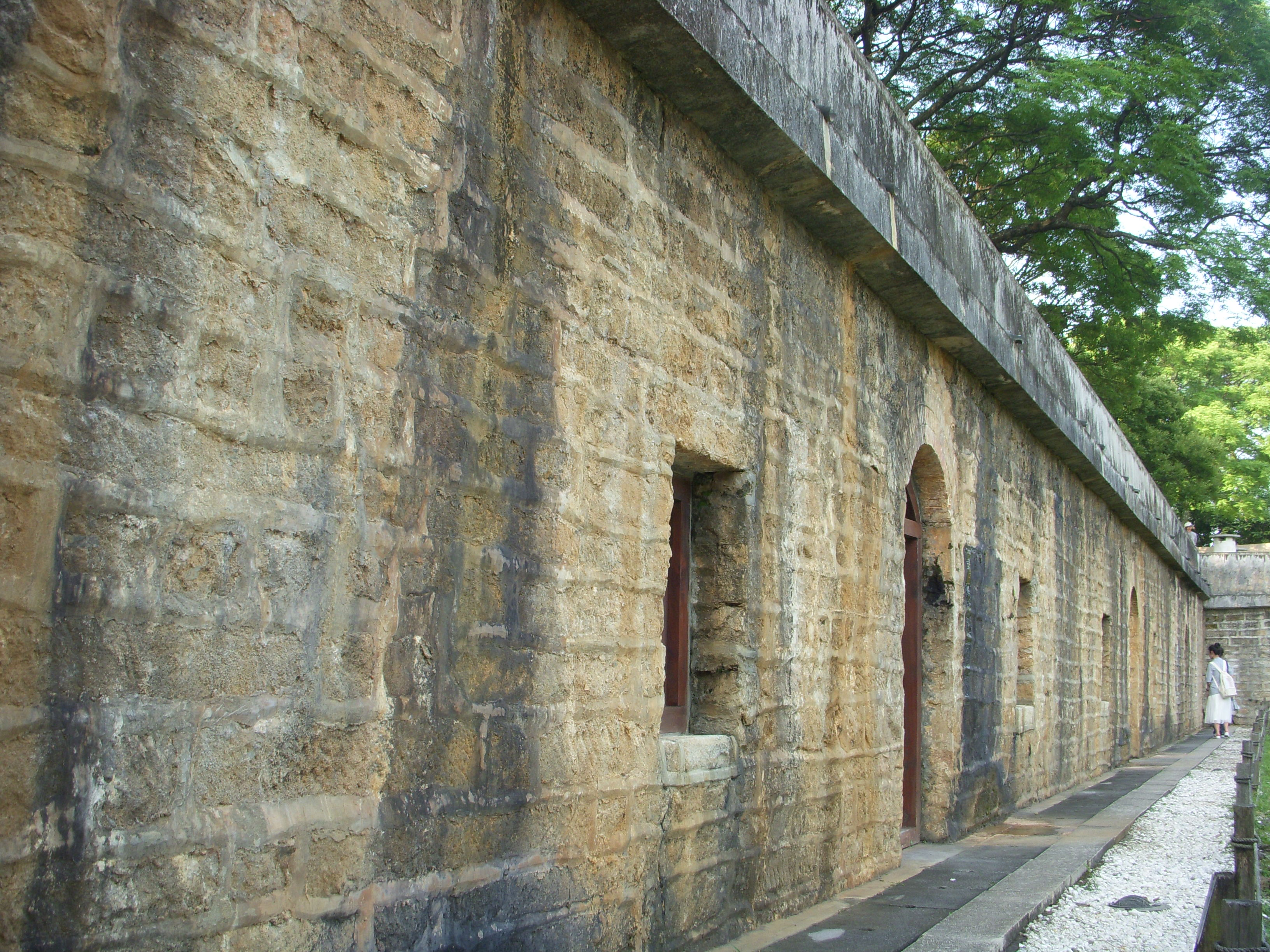
甬道外觀
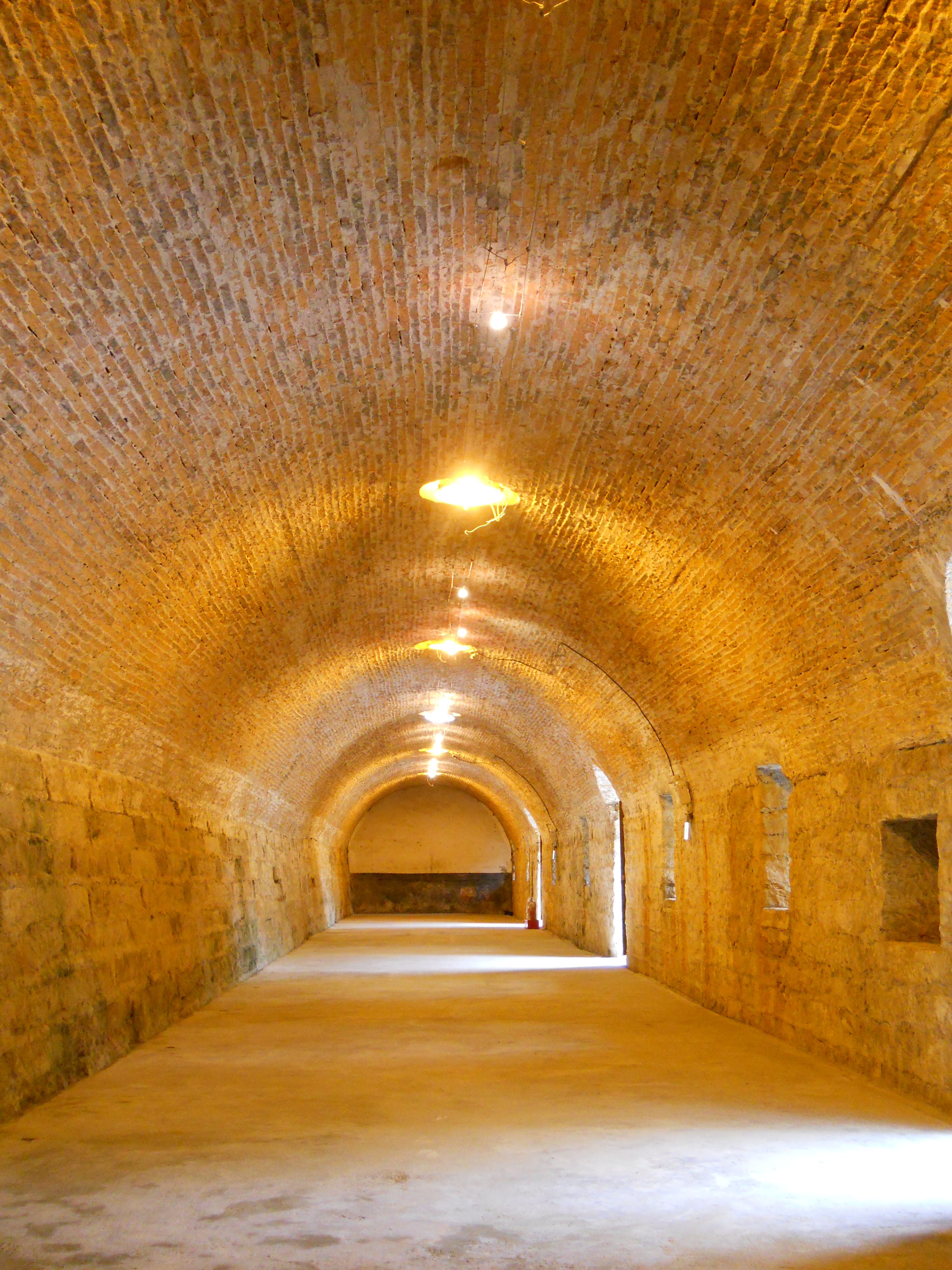
當前的甬道內部
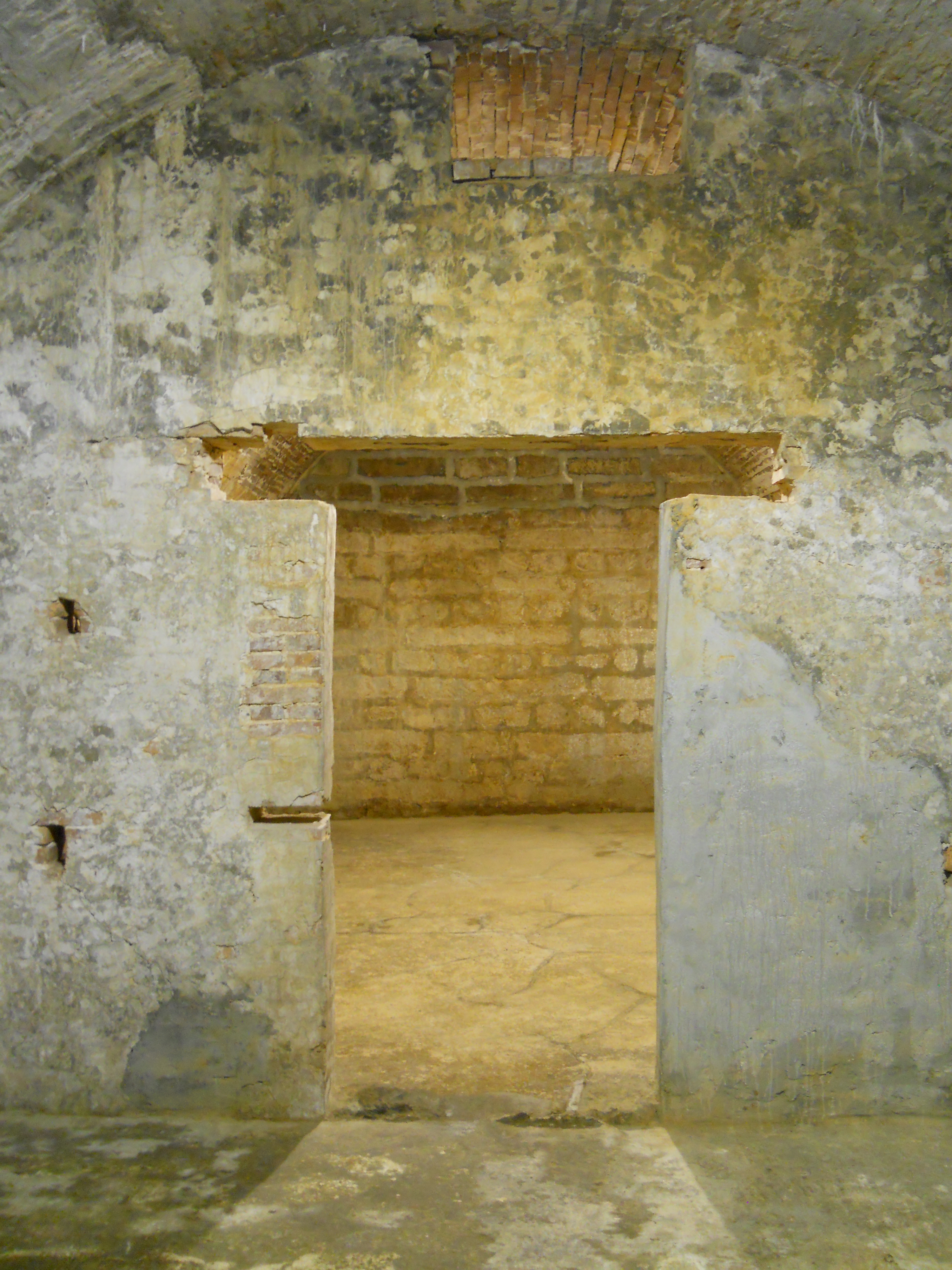
戰後時期興建的子牆
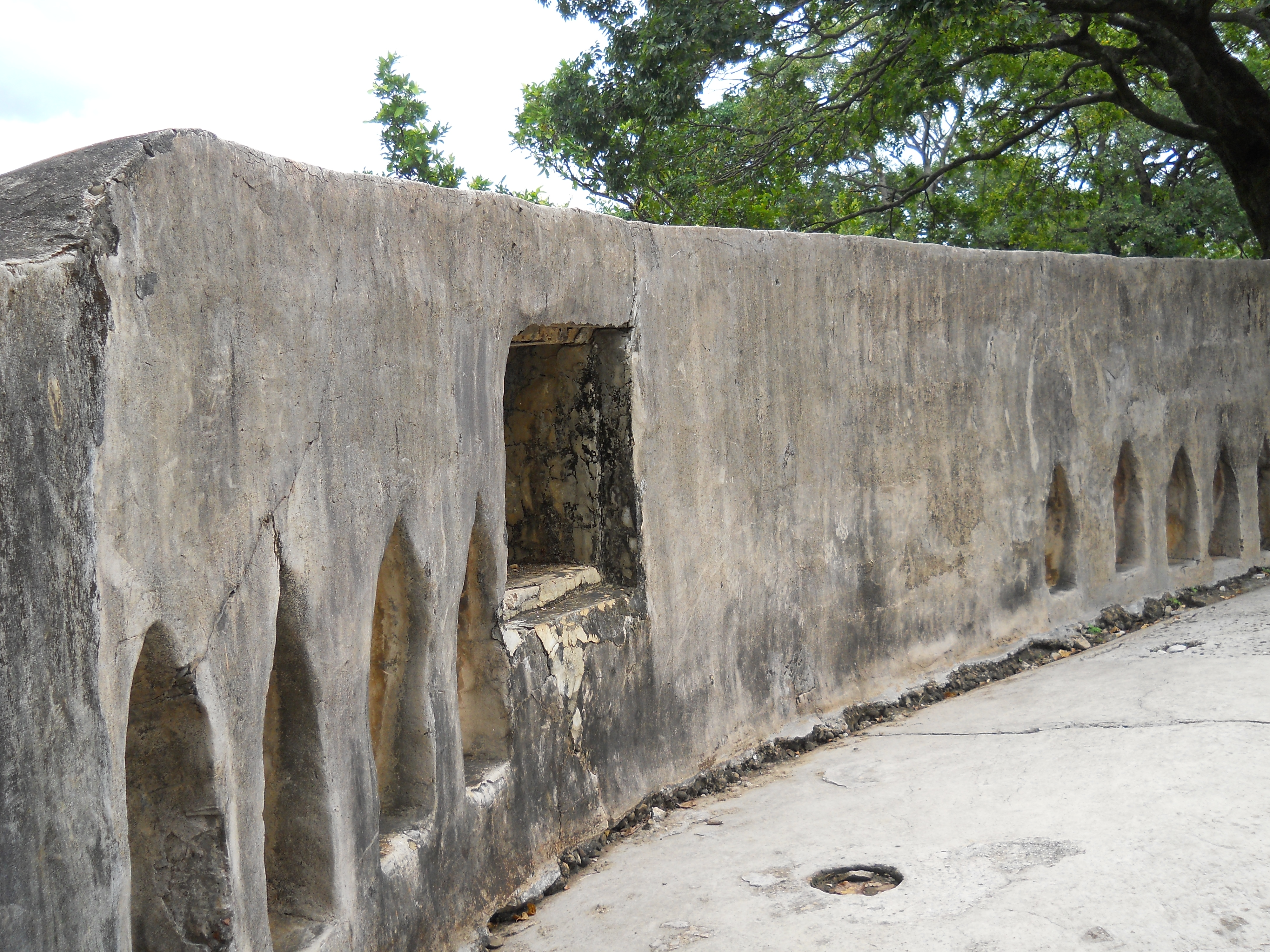
礮座細節

甬道是環繞在子牆內圈的半圓形隧道，被用於多種用途，包括士兵寢室、儲藏室、彈藥庫以及日常生活空間。這些甬道相互連通，為士兵的作戰調度提供了靈活性和便捷性。在國軍駐守時期，東北側曾建有廚房與浴室，然而這些設施目前已被拆除，恢復了原始的結構。
甬道的建造材料主要使用石條作為基底，以唭哩岸石為主要成分，而偶爾則使用觀音山石。在甬道頂部，由紅磚砌成半圓形的弧形拱，這些磚拱之間間隔一段距離並鑿有圓孔，這些孔洞連接著甬道內部和戶外，確保空氣流通。國軍時期，甬道結構可能實際運用的需要而進行興建子牆的調整。與原有的磚石結構有所不同。子牆結構主要採用鋼筋水泥。當前甬道內除了常設展外，也會不定期的舉辦各式展覽。
此外，甬道磚拱穹窿所採用的磚塊，屬於清代時期常見的燕尾磚（又稱顏只磚），這種磚的尺寸較西式磚塊小，並在側面具有煙斑紋理。甬道內側的兩側各設有一排小洞，然而這些小洞的確切功能和用途已不可考，有一種說法認為這些洞可能在當初施工建造時，用於支撐上方拱形屋頂的架設工程，即在興建過程中使用的鷹架。

### 彈藥庫
彈藥庫是一座半圓形的穹窿建築，主要用於專門存放各類彈藥。其內部結構包括一道牆，這道牆不僅分隔出走道，也提供了保護彈藥的空間。此外，彈藥庫內部還配備兩扇門：一個是供人員進出的小門，另一個是專為運送礮彈而設的大門。
為了更有效地將礮彈運送到相應的礮座位置，彈藥庫特別設計了運彈坡。這個運彈坡的形狀呈現出Y字形狀，而運彈坡的兩條分支通道分別連接到不同型號的礮座。

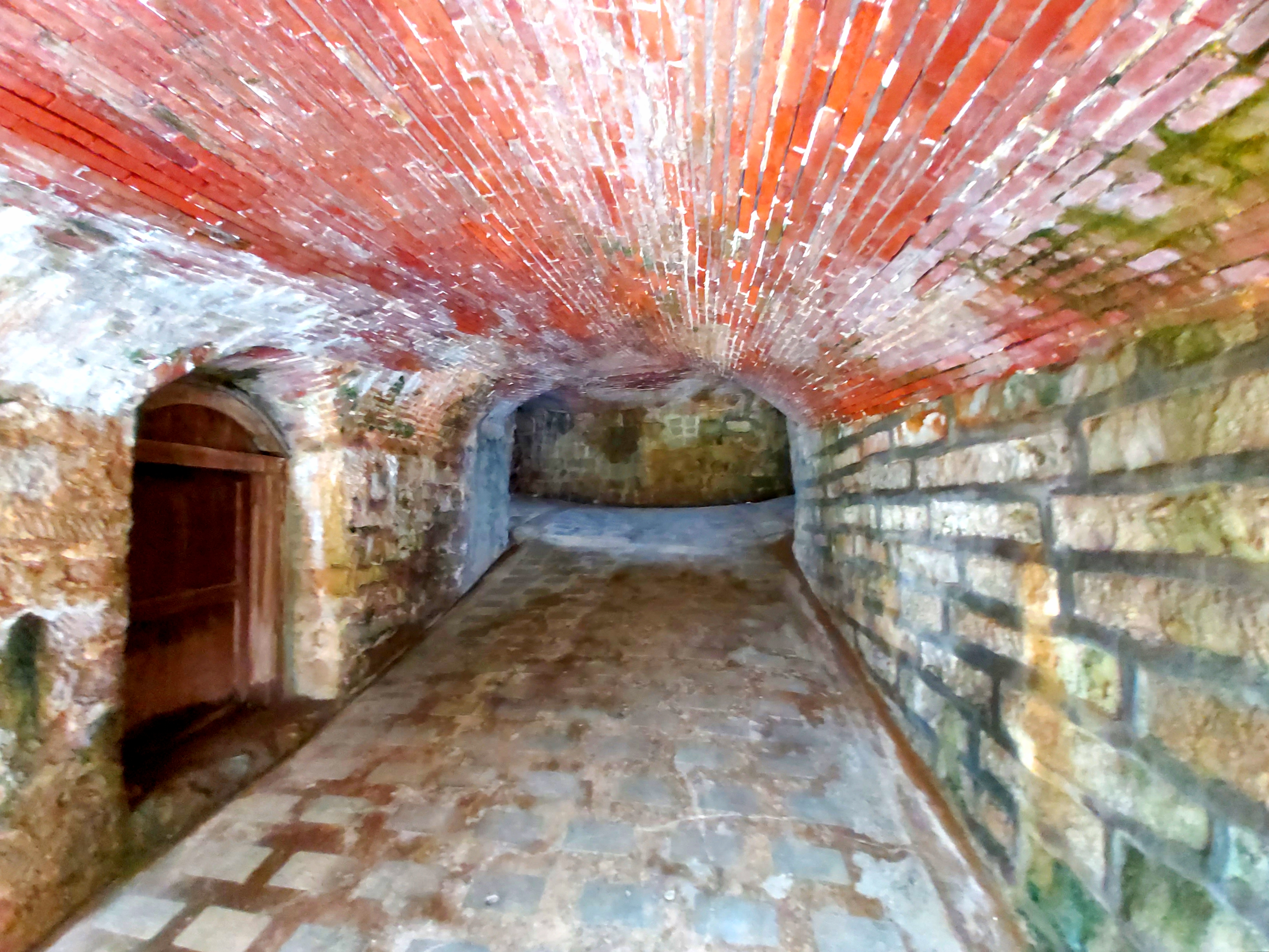
運彈坡主通道
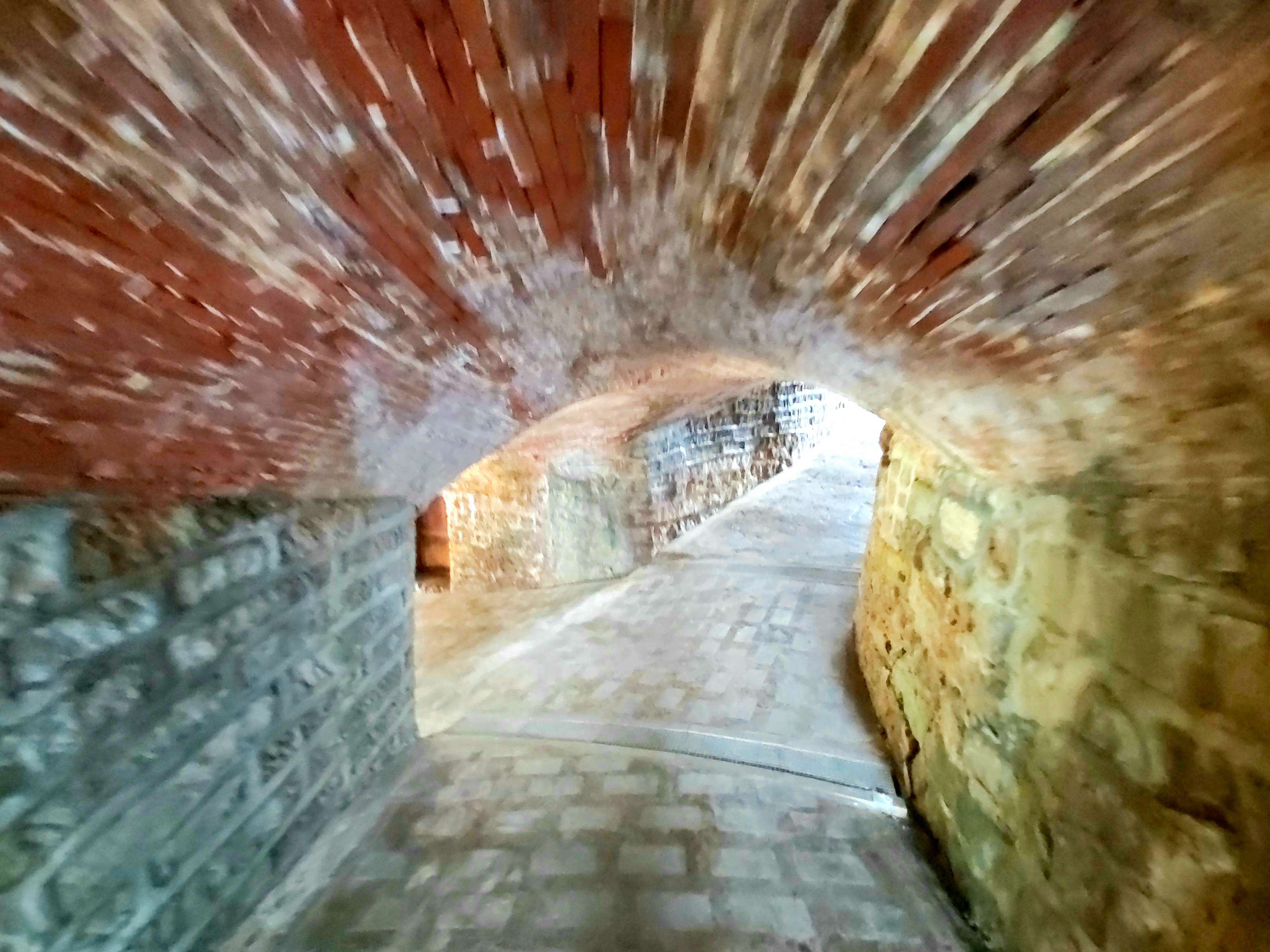
運彈坡分支通道
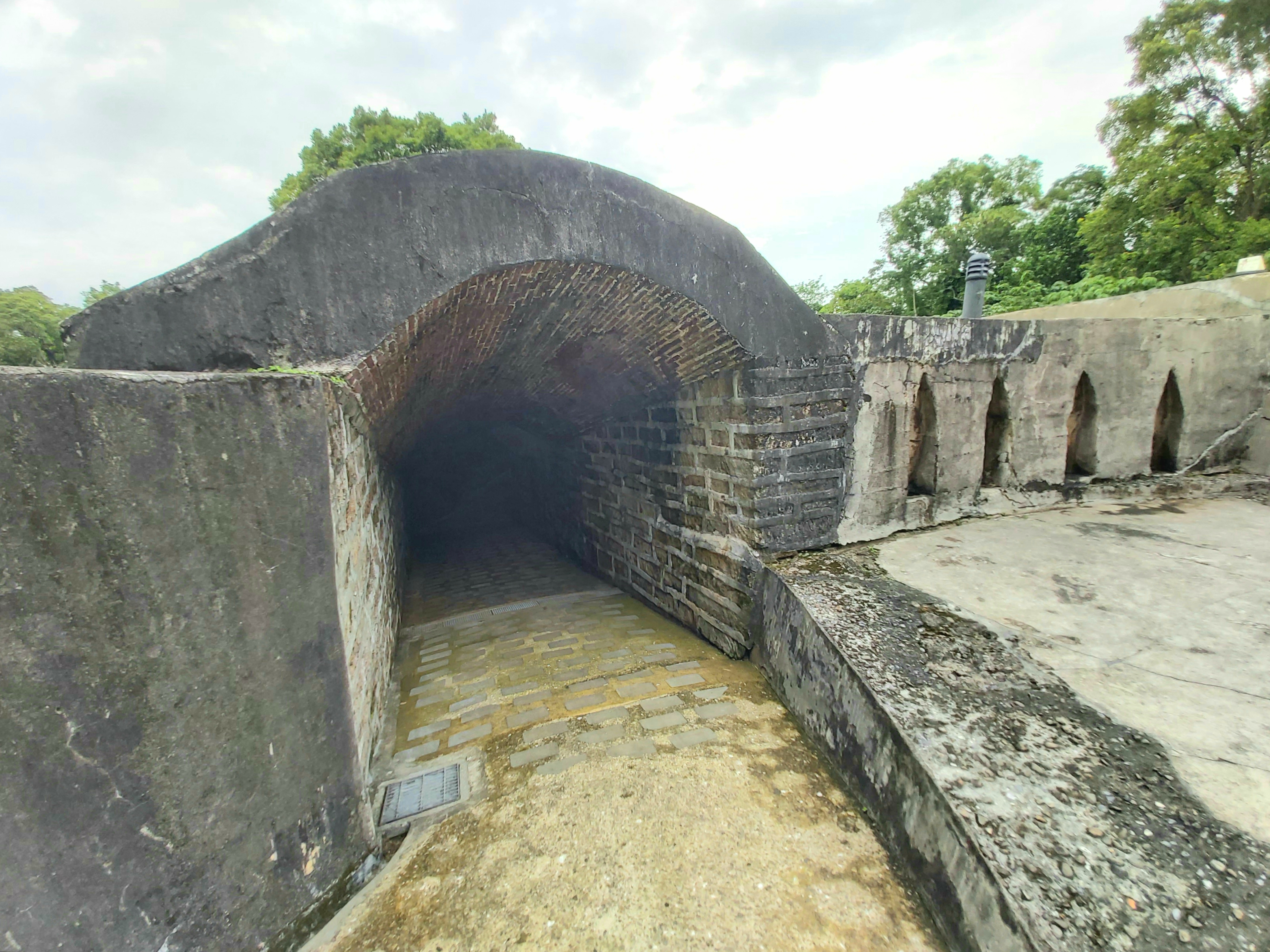
出入口
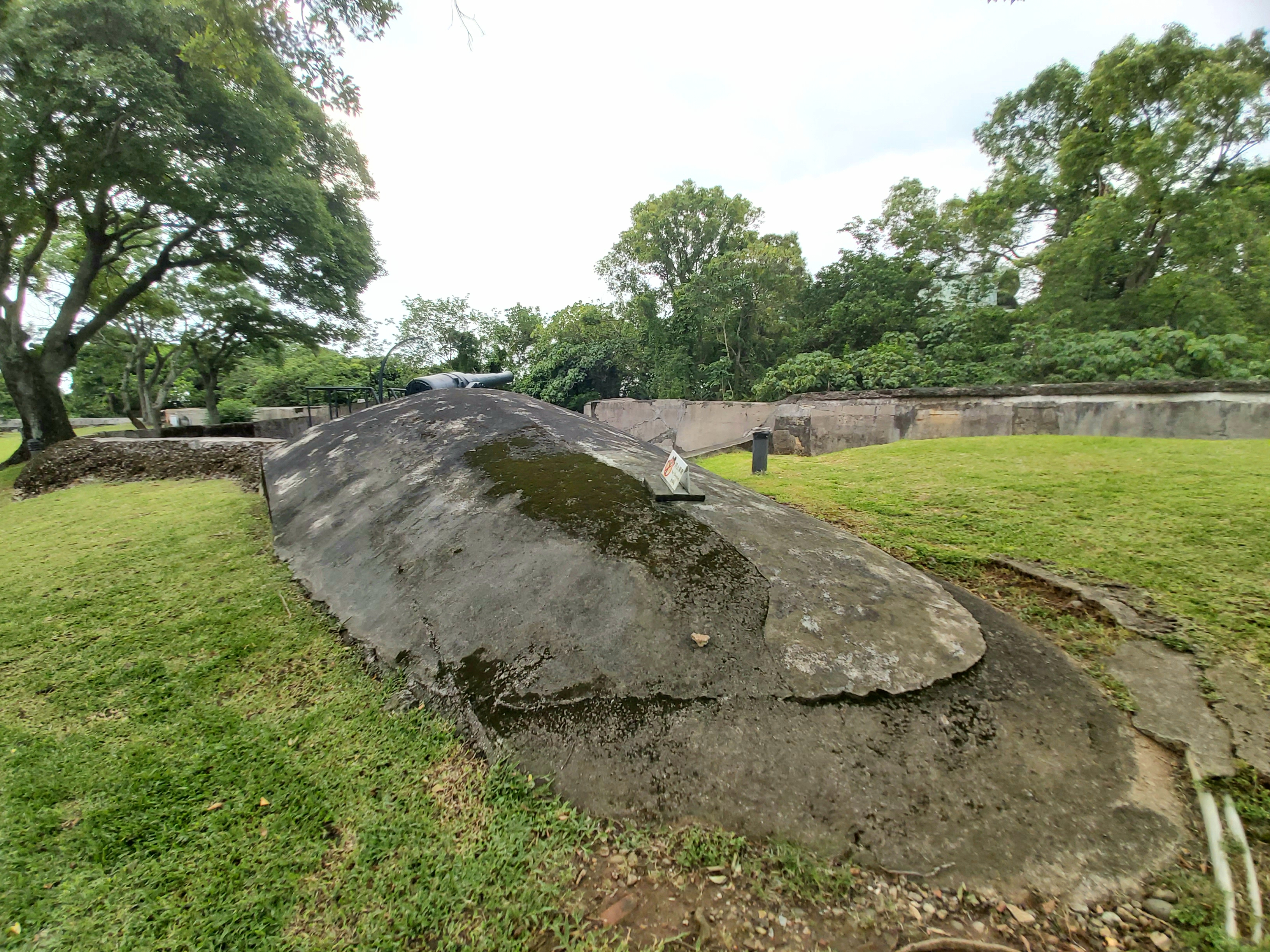
通道頂部

### 主礮座
滬尾礮臺設有四座火砲座位，並配屬英國製造的阿姆斯壯後膛礮（北礮座），以及德國製造的克魯伯後膛礮等大砲。這些座位所使用的火砲皆屬於後膛火砲，也被稱為後裝火砲。後膛火砲與前膛火砲不同之處在於，後膛火砲是通過在砲膛的尾端裝填砲彈，然後密封砲閂後進行射擊。後膛火砲的砲手站在砲膛的後方，相對而言較不容易受到敵方攻擊。火砲座旁邊的子牆上還設有數個凹槽，用於儲存備用的砲彈。當前則展示複製品。

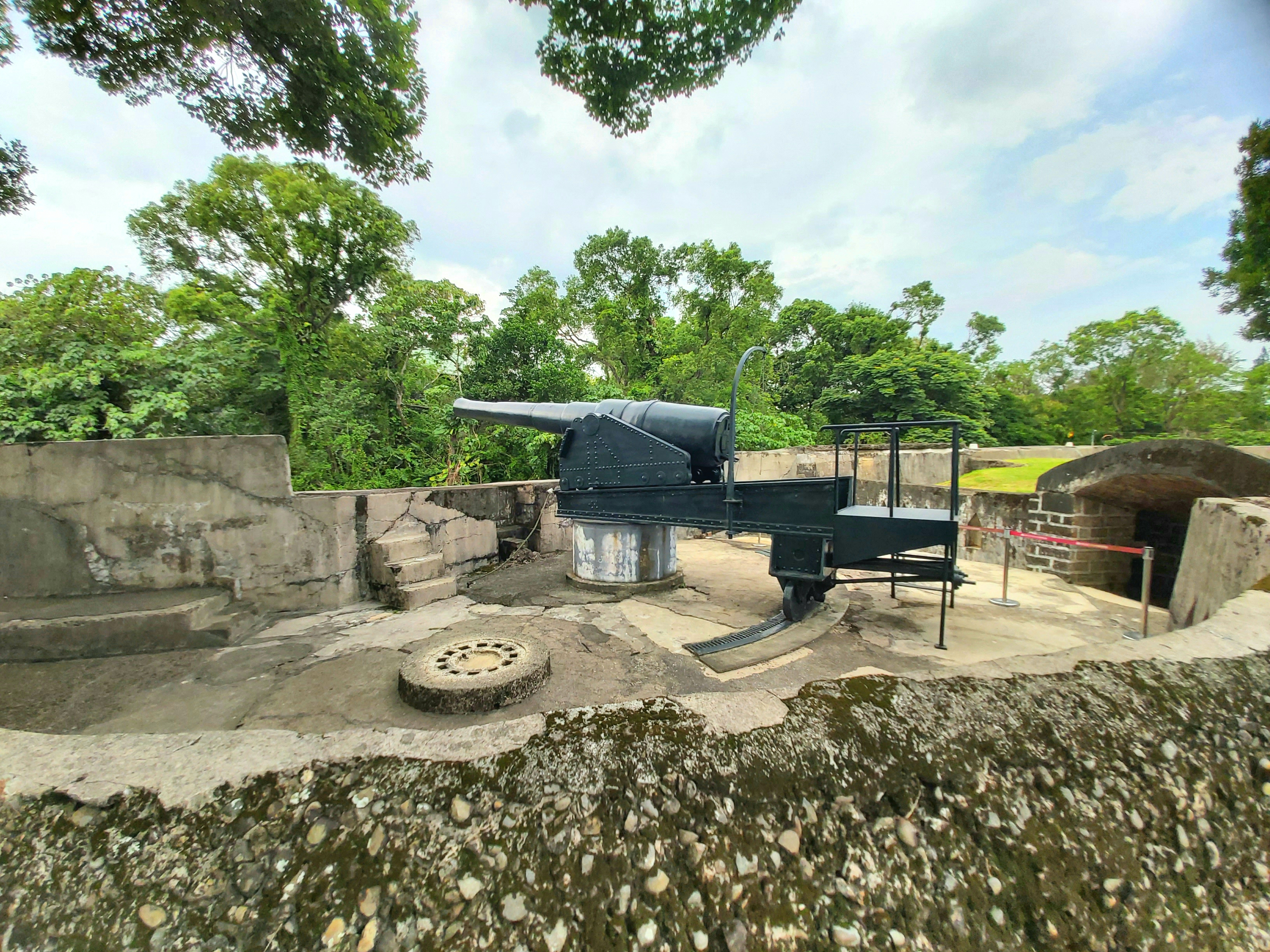
八吋阿姆斯特朗砲座
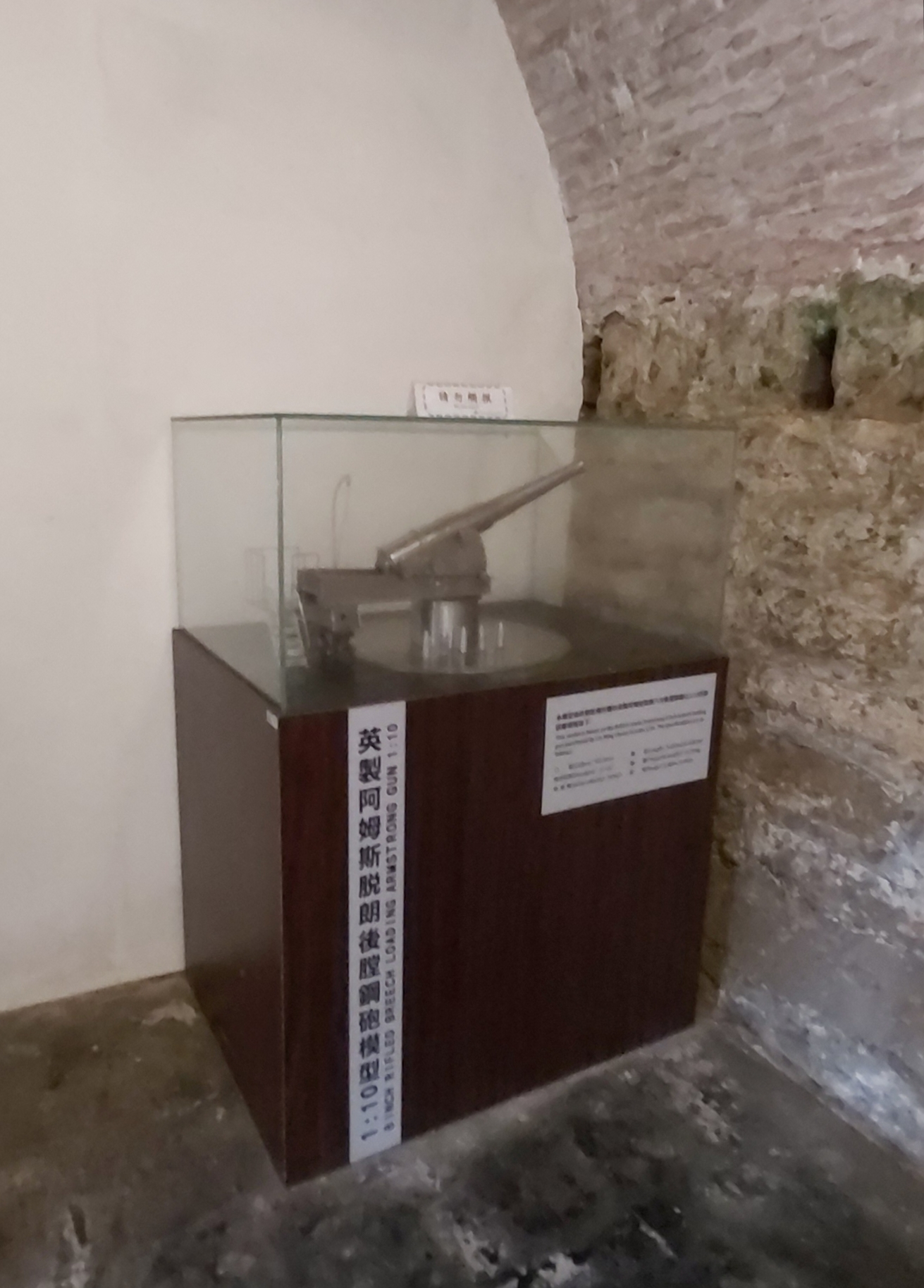
模型

## 另見
- 清法戰爭滬尾古戰場城岸遺蹟

## 外部連結
- 滬尾礮臺-新北市觀光旅遊網 （页面存档备份，存于）
- 新北市立淡水古蹟博物館 （页面存档备份，存于）
- 滬尾砲台 -淡水區公所 （页面存档备份，存于）
- 滬尾礮臺-文化部文化資產局 （页面存档备份，存于）